# 巴甫洛赫拉德
巴甫洛赫拉德（烏克蘭語：Павлоград，羅馬化：Pavlohrad，發音：[pɐu̯loˈɦrɑd]），又按俄语读音译为巴甫洛格勒（發音：[pəvlɐˈɡrat]），是乌克兰第聂伯罗彼得罗夫斯克州巴甫洛赫拉德区巴甫洛赫拉德市镇内的城市，为该区及该市镇的行政中心（该市在2020年7月18日前为该州的州辖市，并不在该区的管辖范围内），市镇的范围与城市的范围相同。該市距離首都基輔102公里，始建於1779年，面積59.3平方公里，海拔高度71米，2022年人口数量为101,430人。

## 图集

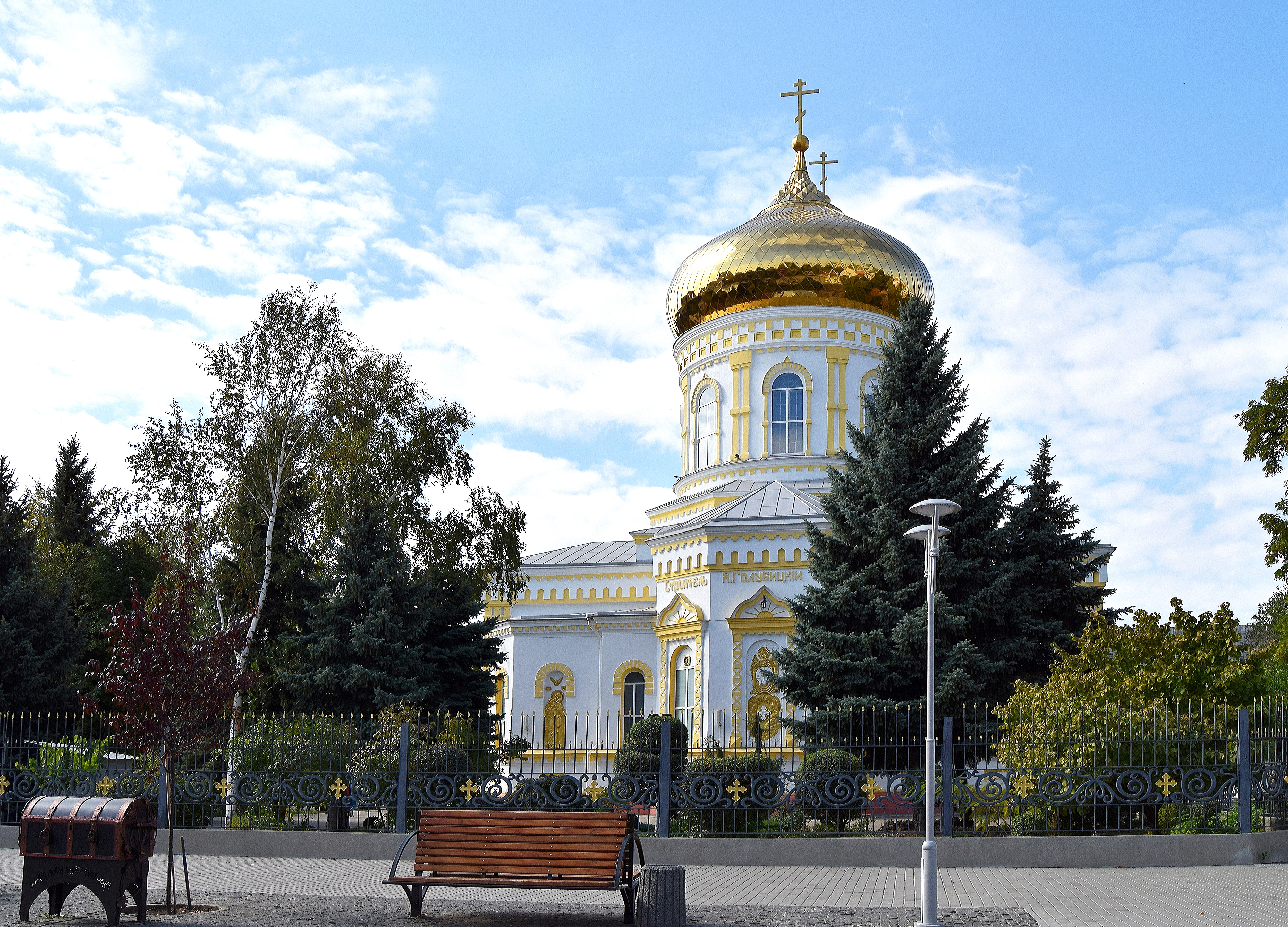
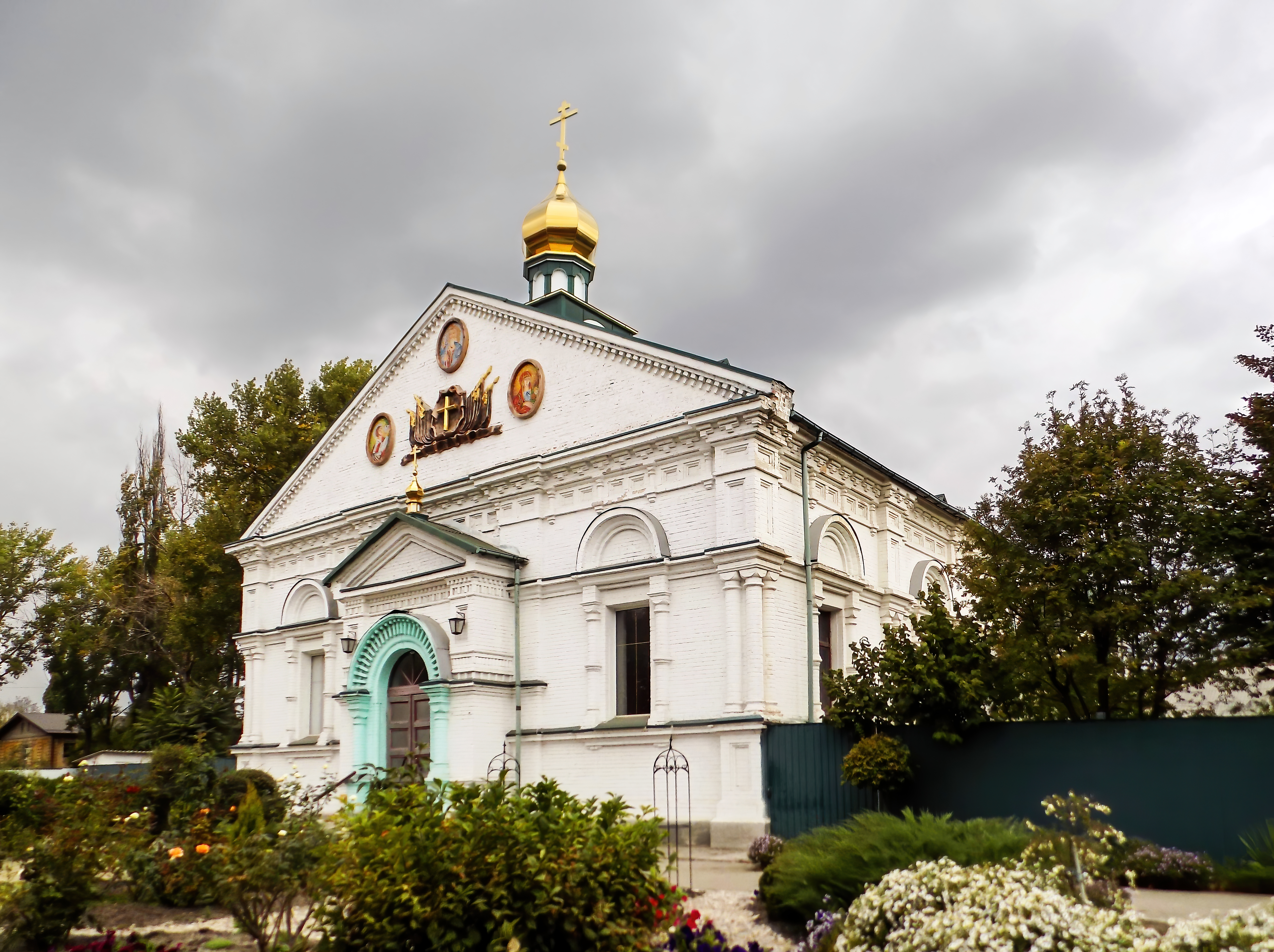
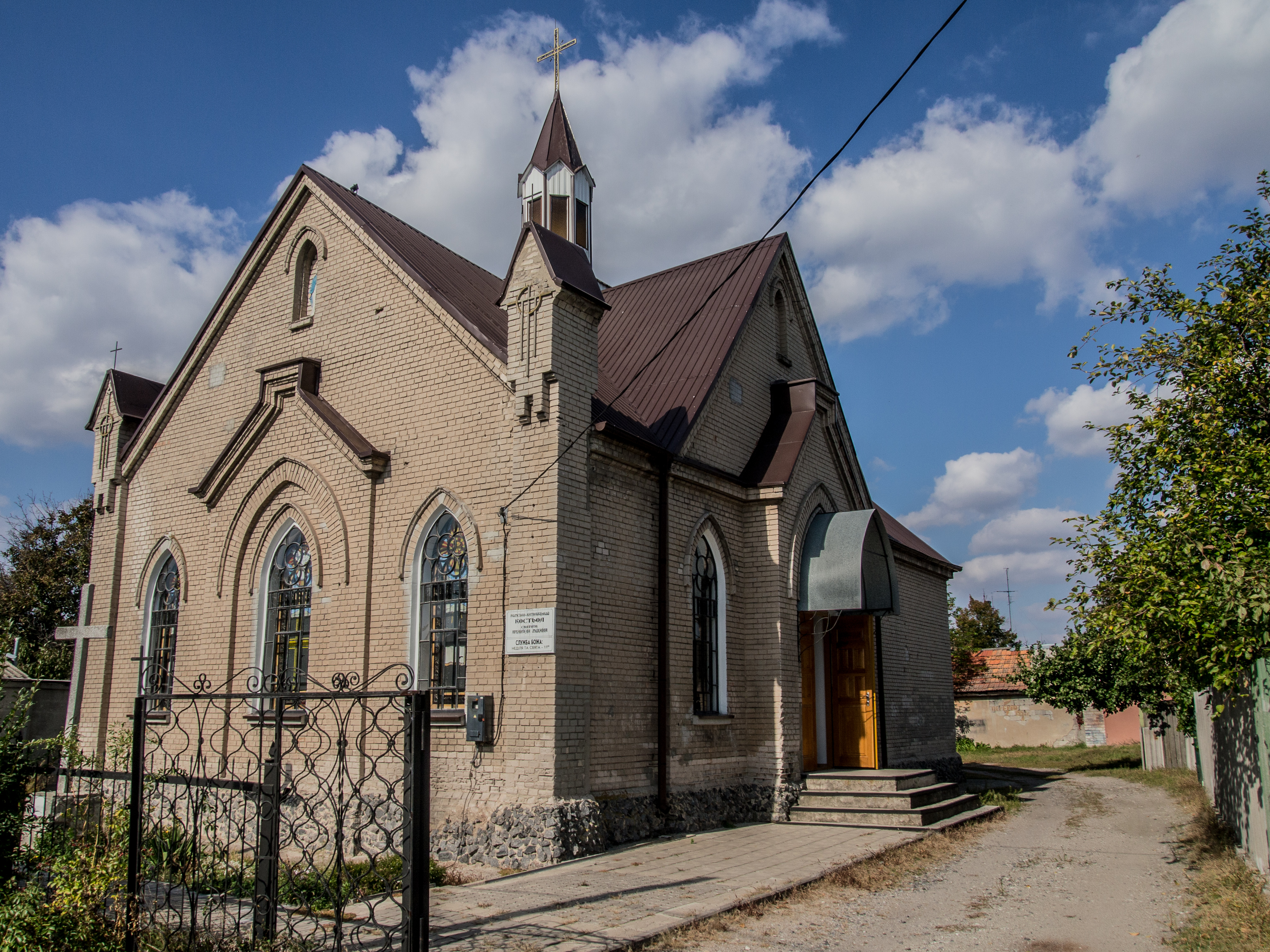
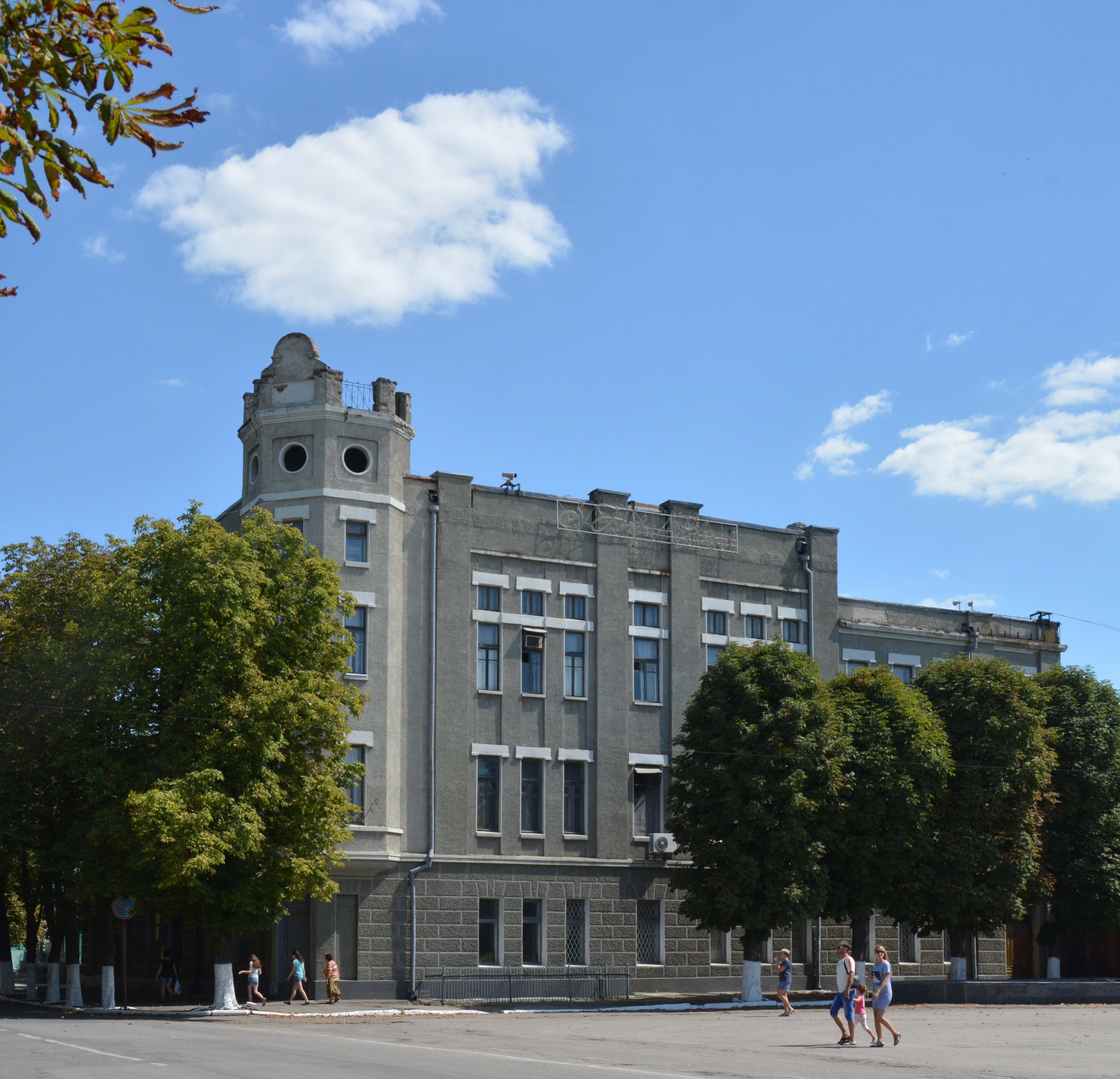
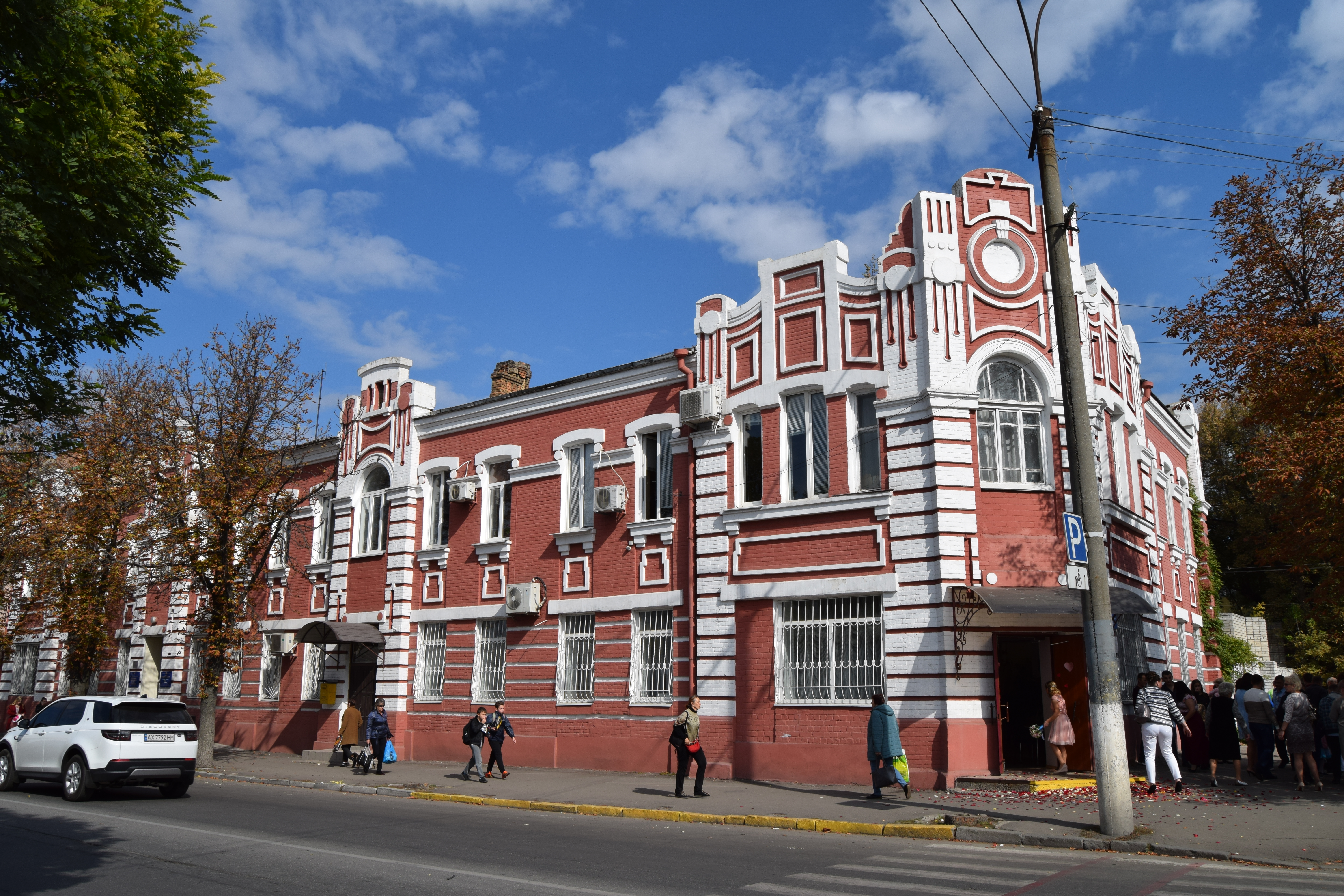
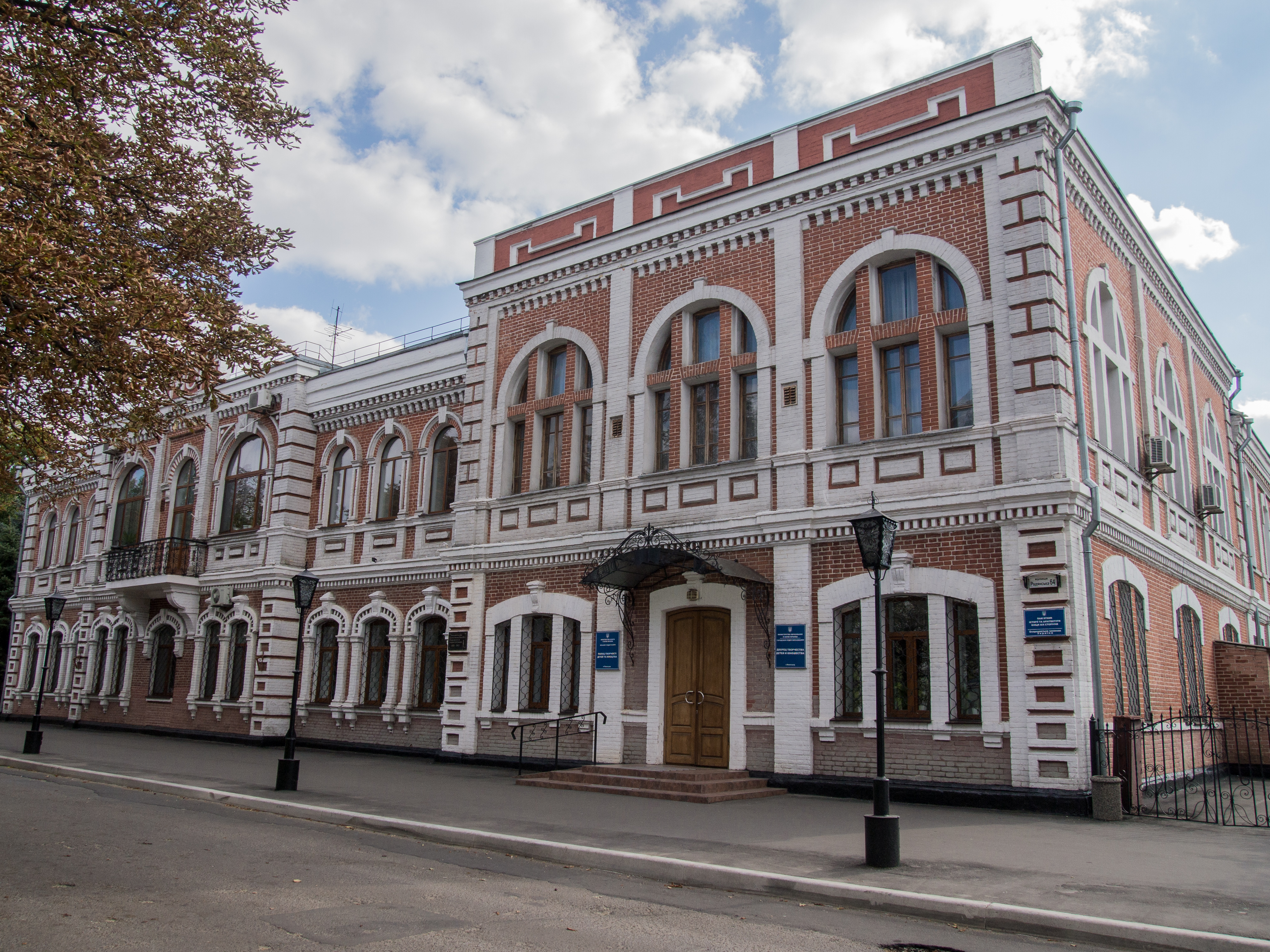
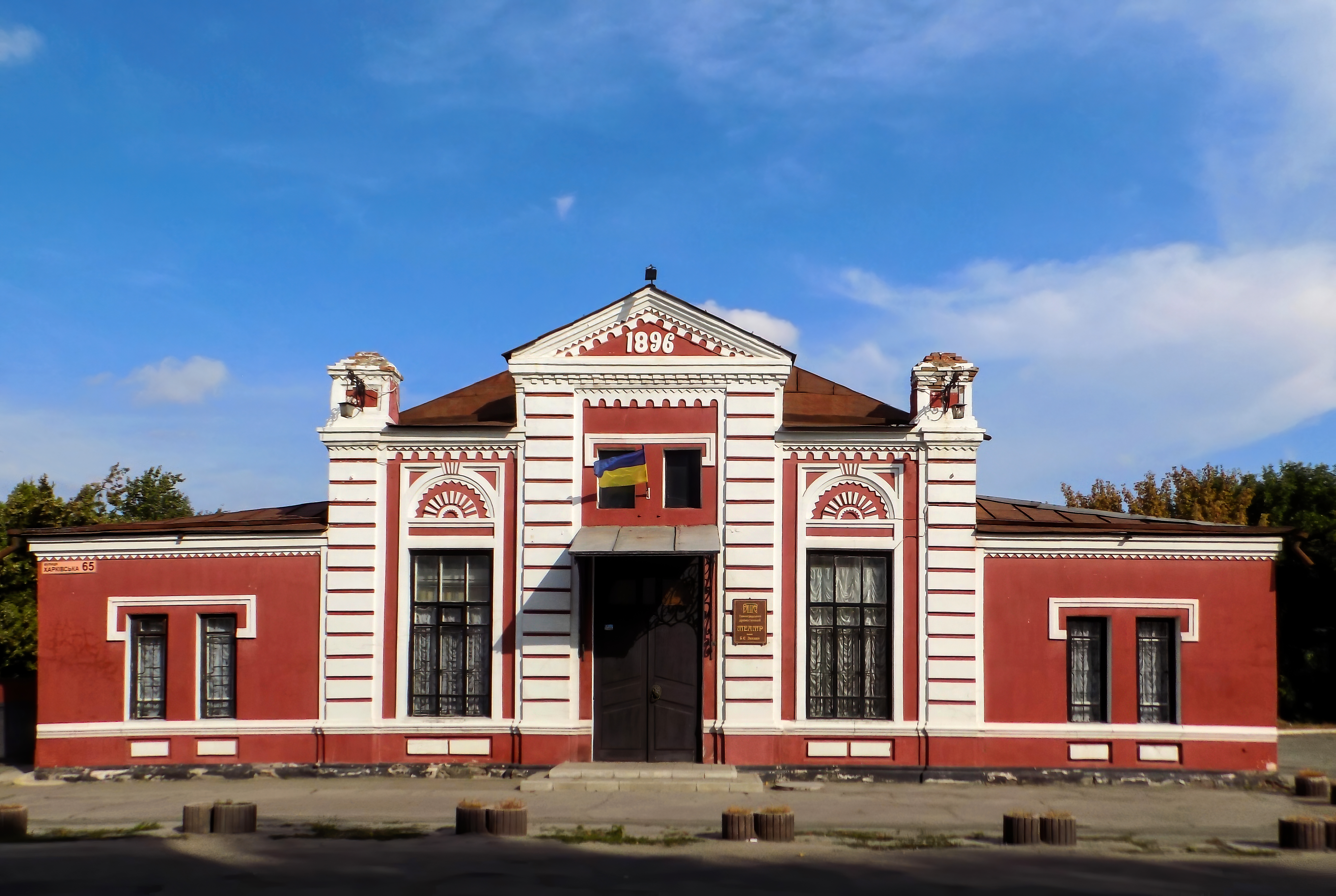
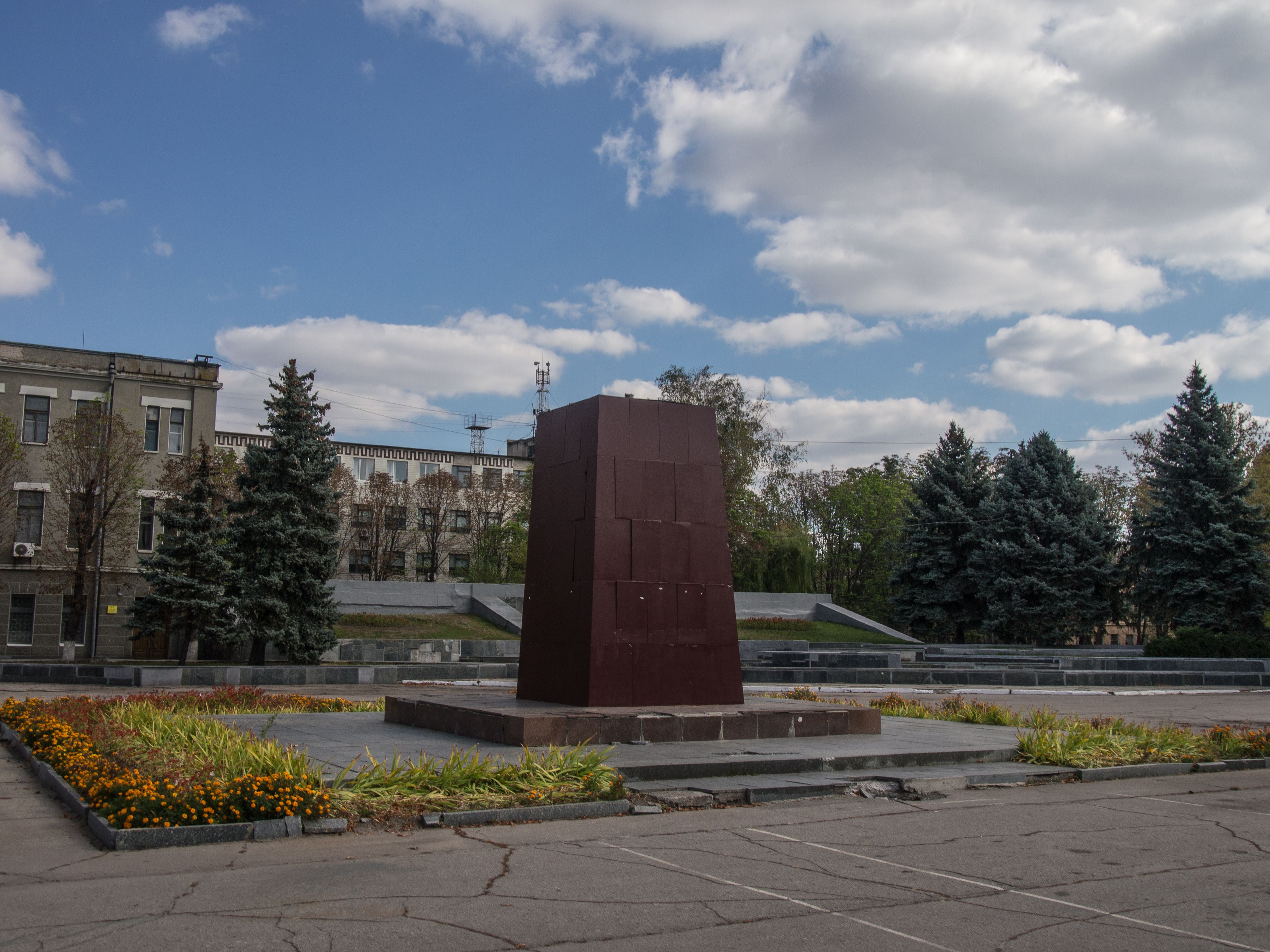
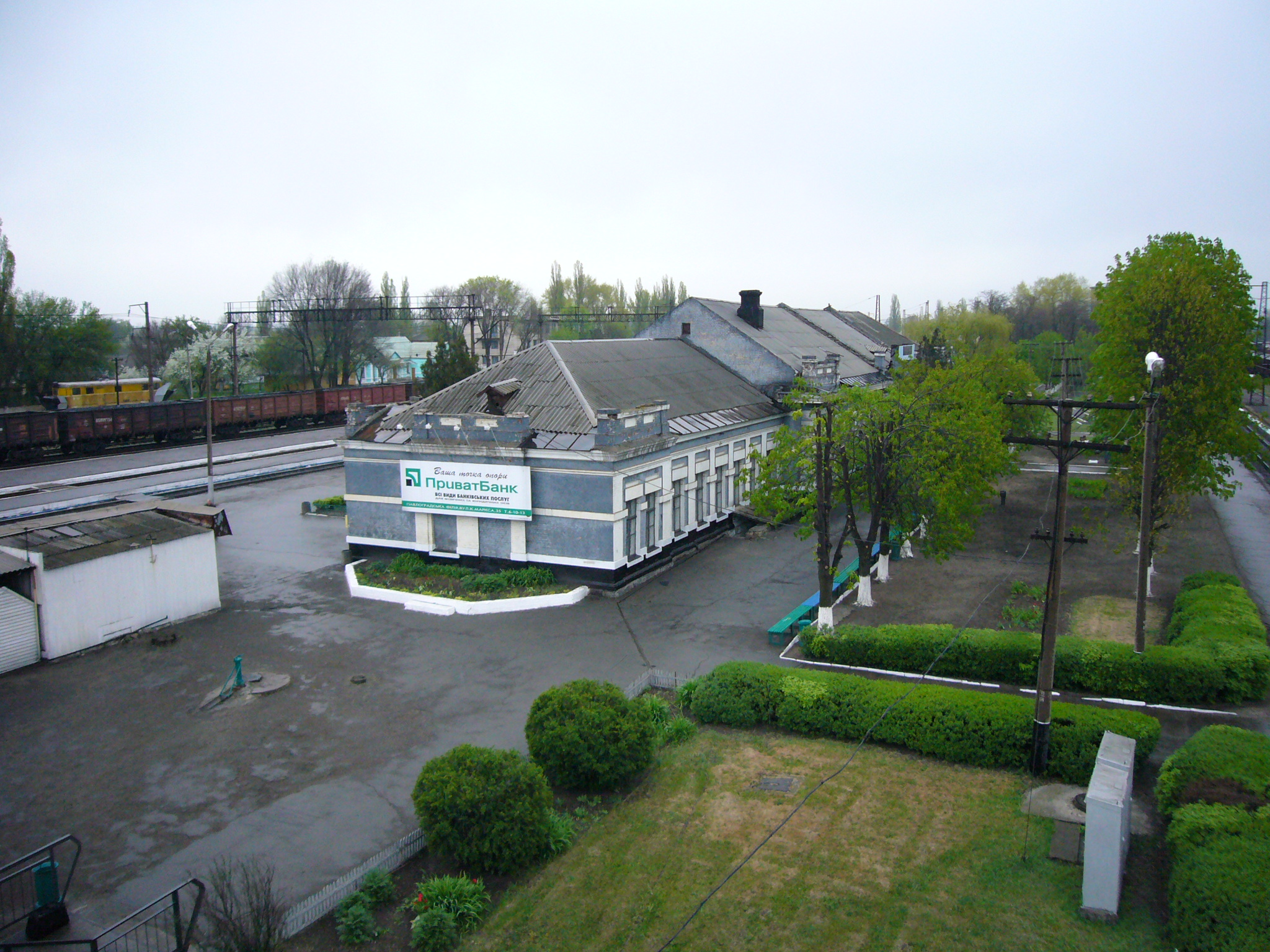

## 友好城市
- 波蘭 盧布斯科
- 西班牙 圣塞瓦斯蒂安